# Czesław Kawecki
Czesław Marian Kawecki (ur. 30 maja 1941 w Zawierciu) – polski polityk, lekarz chirurg, poseł na Sejm X kadencji.

## Życiorys
Ukończył w 1964 studia na Akademii Medycznej we Wrocławiu. W 1965 podjął pracę jako młodszy asystent na oddziale chirurgii urazowo-ortopedycznej w szpitalu w Zawierciu. W 1969 i 1973 uzyskał kolejno specjalizację I i II stopnia w zakresie chirurgii. W 1974 został zastępcą ordynatora oddziału chirurgii urazowo-ortopedycznej w szpitalu w Zawierciu. W okresie od 1980 do 1989 pełnił funkcję zastępcy lekarza naczelnego szpitala. W 1987 został przewodniczącym związku zawodowego zrzeszającego pracowników służby zdrowia w Zawierciu.
Od 1988 do 1990 zasiadał w Miejskiej Radzie Narodowej w Zawierciu. Sprawował także mandat posła na Sejm kontraktowy wybranego w okręgu dąbrowskim z puli Polskiej Zjednoczonej Partii Robotniczej do której należał od 1976 do rozwiązania. W Sejmie pełnił funkcję zastępcy przewodniczącego Klubu Niezależnych Posłów, założonym przez kilku byłych parlamentarzystów PZPR. Zasiadał w Komisji Łączności z Polakami za Granicą, Komisji Zdrowia i jednej komisji nadzwyczajnej. Po 1991 wycofał się z bieżącej polityki. W wyborach samorządowych w 2006 bez powodzenia kandydował do rady miasta w Zawierciu z lokalnego komitetu.
Do 2009 pracował jako dyrektor ds. lecznictwa Szpitala Powiatowego w Zawierciu. Objął też funkcję prezesa Fundacji „Auxilium”.
Został odznaczony m.in. Srebrnym Krzyżem Zasługi (1979).